# Elmira Aliyeva
Elmira Aliyeva (en azéri Elmira Hacımurad qızı Əliyeva) est une géologue azerbaïdjanaise née le 12 septembre 1960 à Bakou. Diplômée d'une doctorat en sciences géologiques et minéralogiques, elle est spécialiste de l'étude des gisements d'hydrocarbures de la mer Caspienne. Elle est membre correspondant de l'ANAS depuis 2014.

## Biographie
Elmira Hadjimurad guyzy Aliyeva est née le 12 septembre 1960 à Bakou. Elle est diplômée de la Faculté de géologie et de géographie de l'Université d'État d'Azerbaïdjan. En 1990, elle soutient sa thèse de doctorat sur le thème Phylogénie, systématique et caractéristiques paléoécologiques et biogéochimiques des mollusques didacna anthropiques du versant occidental de la dépression sud-caspienne. En 2005, elle défend sa thèse de doctorat en sciences géologiques intitulée « Cyclicité et faciès de sédimentation des sédiments mésocènes du versant occidental de la dépression de la Caspienne moyenne et méridionale ».
Elmira Aliyeva travaille à l'Institut de géologie et de géophysique (IGG) de l'ANAS depuis 1991. Actuellement[Quand ?], elle est cheffe du Département de lithogenèse des bassins pétroliers et gaziers. En 2014, elle est élue membre correspondant de l'ANAS,.

## Publication scientifiques
E. Aliyeva est autrice ou co-autrice d'environ 200 articles scientifiques.
- A multicomponent anomaly in the bottom sediments and seawater of the central part of the South Caspian depression. Geochemistry International, Vol. 38, #9, 2000. 921 −928 (co-auteurs I. Guliyev et d’autres).
- Sedimentation in a discharge — dominated fluvial — lacustrine system the Neogene Productive Series of the South Caspian Basin, Azerbaijan. 2004. Marine and Petroleum Geology, № 21, Issue 5, 613–638 (co-auteurs D. Xinds et d’autres).
- Reservoirs of the Lower Pliocene Productive series at western flank of the South Caspian basin. 2005. Lithology and Mineral Resources, Vol.40, #3, Moscow, 267–278.
- Two deltas, two basins, one river, one sea: The modern Volga delta as an analogue of the Neogene Productive Series, South Caspian Basin. 2005. SEPM (Sedimentary Geology) Special Publication 83, River Deltas – Concepts, Models and Examples, Tulsa, Oklahoma, U. S. A, 231–256 (co-auteurs S. Krunenberg et d’autres).
- Development of the Kura delta, Azerbaijan: a record of Holocene Caspian sea-level changes. 2005. Marine geology, vol.223, 359–380 (co-auteurs J. Boels et d’autres).
- Environmental control on source rocks and reservoirs accumulation in the Jurassic series of the MCB south-western flank. Proceedings of the International Conference of European Association of Geosciences and Engineers "Petroleum Geology & Hydrocarbon Potential of Caspian and Black Sea Regions", Baku, 2008 (co-auteurs A. Feyzullayev ).
- Pliocene deep reservoirs in the South Caspian basin. Proceedings of 74th EAGE Conference & Exhibition, Copenhagen, Denmark, 2012.
- Contrasting Pliocene fluvial depositional systems within the rapidly subsiding South Caspian Basin; a case study of the palaeo-Volga and palaeo-Kura river systems in the Surakhany Suite, Upper Productive Series, onshore Azerbaijan. 2010. Marine and Petroleum Geology, № 27, 2079–20106 (co-auteurs S. Vinsent et d’autres).
- The elemental stratigraphy of the South Caspian Lower Pliocene Productive Series. 2013. STRATI 2013. Springer Geology 2014. 827–831 (co-auteur A.Alizade).
- А magnetostratigraphic time frame for Plio-Pleistocene transgressions in the South Caspian Basin, Azerbaijan. 2013. Global and Planetary Change, Elsevier, volume 103, 119–134 (co-auteurs K. Van Baak et d’autres).
- Onset of Maikop sedimentation and cessation of Eocene arc volcanism in the Talysh Mountains, Azerbaijan. Geological Society London, Special publications, № 428, 2015 (co-auteur A. van der Boon et d’autres).